# Long Range Strike Bomber
Le programme Long Range Strike Bomber (LRS-B) (bombardier à long rayon d'action) (B-21) est destiné à mettre au point une nouvelle génération de bombardier stratégique de l'United States Air Force.

## Origine et historique du programme
En 2006, l'USAF a exprimé son souhait de remplacer sa flotte de bombardiers stratégiques : Les B-52H Stratofortress ont entre 40 et 50 ans, les B-1B Lancer tendent à devenir de plus en plus vulnérables aux systèmes de défense aérienne adverses de plus en plus avancés, et les B-2A Spirit sont en quantité insuffisante. L'objectif est également de faire face aux programmes d'armement adverses, tels le programme russe PAK-DA et le programme chinois H-20. Ce besoin s'est exprimé à travers le projet 2018 Bomber (en), annulé en 2009, notamment pour des questions financières.
En 2011, un programme de nouveau bombardier à longue portée a toutefois été relancé sous le contrôle du Rapid Capabilities Office. Ce programme LRS-B doit donc permettre à l'USAF de maintenir une force de dissuasion stratégique efficace, en complément des 2 autres composantes (missiles balistiques intercontinentaux basé à terre et sous-marins nucléaires lance-engins). Il fait partie des 3 priorités de l'USAF, avec le Lockheed Martin F-35 Lightning II et l'avion ravitailleur Boeing KC-46.
L'appel d'offres a été publié le 9 juillet 2014.
Le 27 octobre 2015, l'USAF a sélectionné un contractant principal pour développer et construire le bombardier. Northrop Grumman a fait face à une alliance entre Boeing et Lockheed Martin et remporté le contrat d'une valeur initiale de 24,1 milliards de dollars. Le projet de Northrop Grumman repose sur un concept d'aile volante, le Northrop Grumman B-21 Raider.
Peu d'informations techniques ont été dévoilées compte tenu de la nature confidentielle du programme. L'USAF a cependant expliqué lors de sa demande de budget pour 2015 qu'elle souhaitait disposer d'un avion capable de pénétrer le réseau de défense adverse, en utilisant des technologies déjà éprouvées et pour un coût modéré. L'appareil devra en outre pouvoir être piloté à distance et avoir des capacités initiales, si possible, en 2025.

## Coût du programme
Le Global Strike Command prévoit une commande minimale d'une centaine d'appareils et prévoit à terme quelque 175 à 200 bombardiers en service puisqu'il doit y avoir au moins 10 escadrons opérationnels de 12 avions pour soutenir 10 forces aériennes expéditionnaires, ainsi qu'un nombre important d'appareils pour la formation et la réserve d'attrition.
En 2015, Le budget estimé pour le développement et la production du LRSB s'élève à 33,1 milliards de dollars américains pour la période 2015-2024. Le coût unitaire estimé, à cette date, est de 550 millions de dollars valeur 2010 par appareil (
645 millions actuels).